# Kommunreformer i Sverige
Sverige har genomgått tre landsomfattande kommunreformer. Däremellan har kommuner också delats eller slagits samman, vanligen genom så kallade inkorporeringar. Inkorporeringarna har varit lokala förändringar. 

## 1863
I samband med att 1862 års kommunalförordningar om kommunalstyrelse i stad och på landsbygden trädde i kraft den 1 januari 1863 indelades landet i cirka 2 500 primärkommuner. Det exakta antalet har inte varit möjligt att fastställa, eftersom vissa oklarheter finns. Av dessa var 88 städer. Dessa hade redan tidigare, genom systemet med stadsprivilegier, ett visst mått av självstyrelse. För landsbygdens del valde man som utgångspunkt för kommunindelningen socknarna, en urgammal kyrklig församlingsindelning. En diskussion fanns redan tidigt om inte socknarna vore för små, och att man i stället borde valt häraderna som bas för en kommunal enhet. Utöver städer och landskommuner fanns köpingar av två typer, dels de som utgjorde egna kommuner (1863 åtta stycken), dels de så kallade municipalköpingarna (1863 tio stycken). Från 1875 började man inrätta municipalsamhällen. Dessa räknades inte som egna kommuner i annat avseende än för administrationen av de särskilda stadgor för vilka de bildats. Antalet kommuner var under de följande årtiondena relativt stabilt. Det var vanligare med delningar än med sammanläggningar. Antalet kommuner nådde sitt maximum år 1930 med 2 532. Principen var fortfarande att när tätbebyggelse uppstod skulle de särskilda så kallade stadsstadgorna tillämpas vilket ledde till en successiv separering av tätorten till egna kommuner. Detta skedde genom bildande av municipalsamhälle, köping och slutligen stad.

## 1952
Under 1900-talet hade en omfattande befolkningsomflyttning och urbanisering ägt rum i landet. Landsbygdens andel av befolkningen minskade, och många av de små enheterna hade svårt att klara de allt större uppgifter som kommunerna fick. Över 500 av Sveriges kommuner hade färre än 500 invånare år 1943. Frågan utreddes av 1943 års Kommunindelningskommitté som kom fram till att antalet landskommuner radikalt måste minskas. 
Den 1 januari 1952 försvann de 2 281 huvudsakligen sockenbaserade kommunerna på landsbygden som kommunala enheter och ersattes av 816 ”storkommuner”. Storkommun var ett begrepp som hade myntats för att skilja de nya kommunerna från de tidigare, eftersom de vanligen hade samma namn som en av de enheter som lagts samman. Det ingick dock inte i den officiella benämningen.
Reformen berörde i princip endast landsbygden. Städernas antal var oförändrat 133 och köpingsantalet ökade något. De tre kommuntyperna landskommun, köping och stad bestod formellt i ytterligare nära 20 år, men skillnaderna hade reducerats så mycket att några nya städer därefter inte behövde bildas. Några köpingar bildades dock på 1950‐talet, den sista var Åsele köping 1959. De två nordligaste länen i Sverige, Västerbottens län och Norrbottens län, berördes inte av reformen.
Det blev under den här perioden allt vanligare att kommunerna antog heraldiska vapen, även om kommunvapen i Sverige 1952–1970 visar att många kommuner även var utan vapen. Ännu skulle vapnen formellt fastställas av Kungl. Maj:t (regeringen) för att bli gällande och juridiskt skyddade, men några kommuner antog nu vapen på eget initiativ utan att få dem fastställda.

## 1971
Ganska snart visade det sig att 1952 års reform inte varit tillräckligt genomgripande. Man började nu fundera på centralortsprincipen. Samtidigt skedde förberedelser för andra reformer som också skulle leda fram till en mer enhetlig lokal förvaltning av Sverige, som till exempel tingsrättsreformen (då vissa städers egna jurisdiktion avskaffades) och polisväsendets förstatligande samt förändringar på skatteförvaltningens område.
Riksdagen tog beslut om kommunreformen 1962. Processen inleddes 1 januari 1964 då landets kommuner grupperades i 282 kommunblock.
1 januari 1971 infördes en enhetlig kommuntyp, då samtliga tidigare landskommuner, städer och köpingar ombildades till enbart kommuner. Samtidigt upphörde de få kvarvarande municipalsamhällena. Först 1974 var reformen huvudsakligen avslutad då de flesta nya kommunerna bildats. 1977 genomfördes den sista sammanslagningen (Bara kommun uppgick i Svedala kommun) och 1980 upphörde det sista kommunblocket, Habo‐Mullsjö.[källa behövs]

## Ändringar efter 1971
Det tog ett antal år att konsolidera de nya kommunerna och redan 1980 skedde några delningar. Exempel på sådana är Norsjö–Malå och Motala–Vadstena. Antalet kommuner var 1992 uppe i 286 och antalet är 290 stycken efter den senaste kommundelningen 2003, när Knivsta kommun bröts ut ur Uppsala kommun.
Om landstingen skulle avskaffas och deras uppgifter överföras på kommunerna, vilket ibland föreslås, skulle dock de minsta kommunerna sannolikt behöva läggas samman till större enheter.[källa behövs] Mindre kommuner har ibland svårigheter med ekonomin. Detta har lett till att man på en del håll börjat diskutera nya sammanläggningar.[källa behövs] Detta gäller särskilt de minsta glesbygdskommunerna, som dessutom har ett vikande befolkningsunderlag. I vissa kommuner bedrivs lokal opinionsbildning för att någon del skall brytas ut och bilda egen kommun. Det är i allmänhet lättare att bilda opinion för en delning än för en sammanläggning. Ibland hänskjuts frågan till en rådgivande folkomröstning. 

### Nya kommuner
Sedan 1980 har ett antal nya kommuner bildats i Sverige genom kommundelning (inom parentes anges centralorten i de fall den inte har samma namn som kommunen):
| Namn (centralort)           | Årtal | Tidigare del av              | Kommentar                                                                            |
| Dorotea kommun              | 1980  | Åsele kommun                 |                                                                                      |
| Vadstena kommun             | 1980  | Motala kommun                |                                                                                      |
| Bjurholms kommun            | 1983  | Vännäs kommun                |                                                                                      |
| Essunga kommun (Nossebro)   | 1983  | Vara kommun                  |                                                                                      |
| Malå kommun                 | 1983  | Norsjö kommun                |                                                                                      |
| Salems kommun (Rönninge)    | 1983  | Botkyrka kommun (Tumba)      |                                                                                      |
| Vaxholms kommun             | 1983  | Vaxholms kommun (Åkersberga) | samtidigt som den kvarvarande kommunen återtog namnet Österåkers kommun (Åkersberga) |
| Trosa kommun                | 1992  | Nyköpings kommun             |                                                                                      |
| Gnesta kommun               | 1992  | Nyköpings kommun             |                                                                                      |
| Bollebygds kommun           | 1995  | Borås kommun                 |                                                                                      |
| Lekebergs kommun (Fjugesta) | 1995  | Örebro kommun                |                                                                                      |
| Nykvarns kommun             | 1999  | Södertälje kommun            |                                                                                      |
| Knivsta kommun              | 2003  | Uppsala kommun               |                                                                                      |

### Framtid
Nedanför listas några av de kommuner som idag har en förening eller ett parti som aktivt jobbar för att bryta sig loss.
| Område           | Nu del av         | Län                  | Kommentar |
| Tullinge         | Botkyrka kommun   | Stockholms län       | I Botkyrka kommun har krav på folkomröstning angående av skapandet av en egen kommun för Tullinge rests. Frågan har behandlats av kommunfullmäktige som avslagit begäran som, enligt intresseorganisationen Tullingepartiet, 52 procent av Tullinges röstberättigade invånare stod bakom via en namninsamling. Tullinge utgör strax under 20 procent av invånarna i Botkyrka kommun. |
| Skogås‐Trångsund | Huddinge kommun   | Stockholms län       | I april 2008 genomfördes en lokal folkomröstning i de östra delarna av Huddinge kommun, där frågan var om den delen skulle brytas ut. Även här blev resultatet negativt. Dock röstade de östra delarna för en delning 1999. Något som kommunen och regeringen sedan stoppade. |
| Järna‐Vårdinge   | Södertälje kommun | Stockholms län       | Sedan 2010 arbetar Järna‐partiet aktivt för att frigöra sig från Södertälje och därmed bli en egen kommun. |
| Torshälla        | Eskilstuna kommun | Södermanlands län    | En folkomröstning skedde i Eskilstuna kommun i samband med de allmänna valen år 2006. Där var frågeställningen om Torshälla, som tidigare varit en egen kommun, skulle brytas ut ur kommunen. Omröstningsresultatet blev här ett nej till kommundelning. |
| Torslanda        | Göteborgs kommun  | Västra Götalands län | I den före detta stadsdelen Torslanda (sedan 2021 en del av stadsområdet Hisingen) i Göteborg har det sedan 1997 arbetats för en egen kommun. Torslanda införlivades i Göteborgs kommun i den stora kommunreformen 1967. Ansökningar om att bilda en egen kommun har inlämnats ett antal gånger, den senaste inlämnad 2009. 1998 hölls en folkomröstning där 65 procent av Torslandaborna sade ja till en återbildning av Torslanda kommun. Detta stöd för en egen kommun bekräftades under 2010 i en opinionsundersökning utförd av Demoskop, där 64 procent av Torslandaborna var positiva. Arbetet för en egen kommun i Torslanda drivs av ett nätverk, Nätverket för Torslandas Framtid, där de flesta etablerade partierna finns representerade. I nätverket är även ett stort antal partipolitiskt oberoende Torslandabor aktiva. Som ytterligare kraft i processen för Torslanda kommun bildades 2010 Torslandapartiet, ett lokalt parti i Torslanda. Partiet fick cirka 10 procent av rösterna i Torslanda i kommunfullmäktigevalet i Göteborgs kommun i valet 2010 efter bara två veckors valkampanj.. Frågan utreds för närvarande (2011) av Kammarkollegiet som förbereder ett regeringsbeslut. |

## Jämförelse med andra nordiska länder
I Danmark genomfördes en kommunreform år 1970 och ytterligare 2007, då man minskade antalet kommuner från 270 till 98 stycken.
I Norge och Finland har så omfattande kommunreformer som i Sverige och Danmark inte genomförts. I Norge under 1960‐talet genomfördes dock en kraftig minskning av antalet kommuner, från 744 st 1957 till 454 st 1967. Under 2010‐talet skedde ännu en reform, och antalet minskade till 356 st från år 2020. Kommunerna har i genomsnitt drygt 15 000 invånare. I Finland minskade antalet kommuner mycket från ca 1965 till 1980 samt mellan 2005 och 2017. Antalet kommuner i Finland var som högst på 1930-talet, strax före förlusten av territorier till Sovjetunionen. Numera omfattar många finska kommuner, som officiellt kallas städer, mera landsbygd än stadslika tätortsområden.